# Tortula rallieri
Tortula rallieri là một loài rêu trong họ Pottiaceae. Loài này được Cardot mô tả khoa học đầu tiên năm 1916.